# Vera Lacić
Vera Lacić (Zagreb, 22. veljače 1938. – Ljubljana, 7. veljače 1975.), slovenska sopranistica hrvatskog podrijetla. ↓bilj1

## Životopis
U Beogradu učila pjevanje u Ž. Cvejića u Muzičkoj školi »Stanković«, u Ksenije Kušej-Novak na Akademiji za glazbu u Ljubljani diplomirala 1967. te 1969. završila poslijediplomski studij. Usavršivala se u Toti dal Monte u Italiji. Bila je dobitnicom studentske Prešernove nagrade.
U Ljubljani od 1961. pjevala u zboru Slovenske filharmonije, Komornom zboru RTV Ljubljana i u opernom zboru Slovenskoga narodnoga kazališta, u kojem je 1967. debitirala kao Euridika (C. W. Gluck, Orfej i Euridika) i postala solisticom Opere. Od njezinih uloga najzapaženije su bile Violetta u verdijevoj Traviati i Marfa u Carskoj nevjesti N. Rimski-Korsakova, u kojoj je nastupila na gostovanju ansambla ljubljanske Opere u Zagrebu 1971. Gostovala je u SSSR-u te osvajala nagrade na pjevačkim natjecanjima u Zagrebu, Ženevi, Barceloni i Toulouseu. Nastupala i kao koncertna pjevačica. Odlikovala se svijetlim lirskim glasom lijepe boje, suverenom pjevačkom tehnikom i uvjerljivošću scenskoga nastupa. Objavila autorsku LP ploču Slovenski solisti. Vera Lacić (Helidon, 1971).
Zbog raka dojke umrla je prerano ne mogavši posve razviti svoj lirski sopran. Pokopana je na ljubljanskom groblju Žale.